# Adam Ignatius Komorowski
Adam Ignatius Komorowski (24 mei 1699 - 2 maart 1759), was een Pools geestelijke, hij was primaat van de Poolse kerk.
Hij werd geboren als lid van het grafelijk huis Komorowski dat uit de 14de eeuw dateert (prinses Mathilde is langs moederszijde een afstammeling). Adam Komorowski studeerde canoniek recht aan de Sapienza in Rome. Hij werd aartsbisschop van Gniezno benoemd door paus Benedictus XIV op voorspraak van koning August III van Polen. Hij werd gewijd op 28 oktober 1749 door de bisschop van Krakau, Załuski. Hij ontving het Grootkruis van de Witte Adelaar.
Hij stierf aan de gevolgen van gangreen. 